# 趙旭日
趙 旭日（漢音読み：ちょう きょくじつ、簡体字：赵旭日、繁体字：趙旭日、拼音：Zhào Xùrì、Zhao Xuri、1985年12月3日 - ）は、中華人民共和国・遼寧省大連市出身の 元サッカー選手。現役時代のポジションはミッドフィールダー。

## 経歴

### クラブ

#### 広州恒大
大連実徳で育ち、2012年陝西宝栄から広州恒大へ完全移籍。リーグ連覇、AFCアジアチャンピオンズリーグ優勝を経験。

#### 天津権健
2016年1月21日、天津権健へ完全移籍することが発表された。広州恒大時代に指示したファビオ・カンナバーロ監督の元、2部から1部への昇格に貢献した。

#### 大連一方
2019年2月13日、大連一方足球倶楽部へ完全移籍。

#### 四川九牛
2022年5月1日、四川九牛足球倶楽部へ移籍。

### 代表
2003年17歳で中国代表デビュー。AFCアジアカップ2007などに出場している。将来を大きく期待される中国の若手プレイヤーの一人。北京オリンピック中国代表。

## 代表歴

### 出場大会
- U-23中国代表
  - 2008年 - 北京オリンピック (グループリーグ敗退)
- 中国代表
  - 2007年 - AFCアジアカップ2007 (グループリーグ敗退)
  - 2011年 - AFCアジアカップ2011 (グループリーグ敗退)

### 試合数
国際Aマッチ 66試合 2得点（2003年- ）
| 中国代表 | 国際Aマッチ | 国際Aマッチ |
| 年       | 出場        | 得点        |
| -------- | ----------- | ----------- |
| 2003     | 2           | 1           |
| 2004     | 6           | 0           |
| 2005     | 3           | 0           |
| 2006     | 6           | 0           |
| 2007     | 3           | 0           |
| 2009     | 10          | 0           |
| 2010     | 8           | 0           |
| 2011     | 9           | 0           |
| 2012     | 6           | 0           |
| 2013     | 9           | 1           |
| 2014     | 4           | 0           |
| 2015     | 0           | 0           |
| 2016     | 0           | 0           |
| 2017     | 6           | 0           |
| 2018     | 10          | 0           |
| 2019     | 4           | 0           |
| 通算     | 87          | 2           |

### ゴール
| #  | 開催年月日     | 開催地   | 対戦国         | スコア | 結果  | 試合概要                   |
| -- | -------------- | -------- | -------------- | ------ | ----- | -------------------------- |
| 1. | 2003年12月10日 | 横浜市   | 香港           |        | ○ 3-1 | 東アジアサッカー選手権2003 |
| 2. | 2013年2月6日   | ダンマン | サウジアラビア |        | △ 1-1 | AFCアジアカップ2015 (予選) |

## タイトル

### クラブ
大連実徳
- 中国サッカー・超級リーグ：1回 (2005)
- 中国FAカップ：1回 (2005)

広州恒大
- AFCチャンピオンズリーグ：2回 (2013, 2015)
- 中国サッカー・超級リーグ：4回 (2012, 2013, 2014, 2015)
- 中国FAカップ：1回 (2012)
- 中国サッカー・スーパーカップ：1回 (2012)

### 代表
中国代表
- 東アジアカップ：2回 (2005, 2010)